# Dobra (Łobez)
Dobra (deutsch: Daber),  früher Dobra Nowogardzka, ist eine Stadt im Powiat Łobeski der Woiwodschaft Westpommern in  Polen, unweit von Nowogard (Naugard). Die Stadt ist Sitz einer Stadt-und-Land-Gemeinde gleichen Namens.

## Geographische Lage

Stadtpanorama von Daber auf einer Lithographie aus der Zeit vor 1846

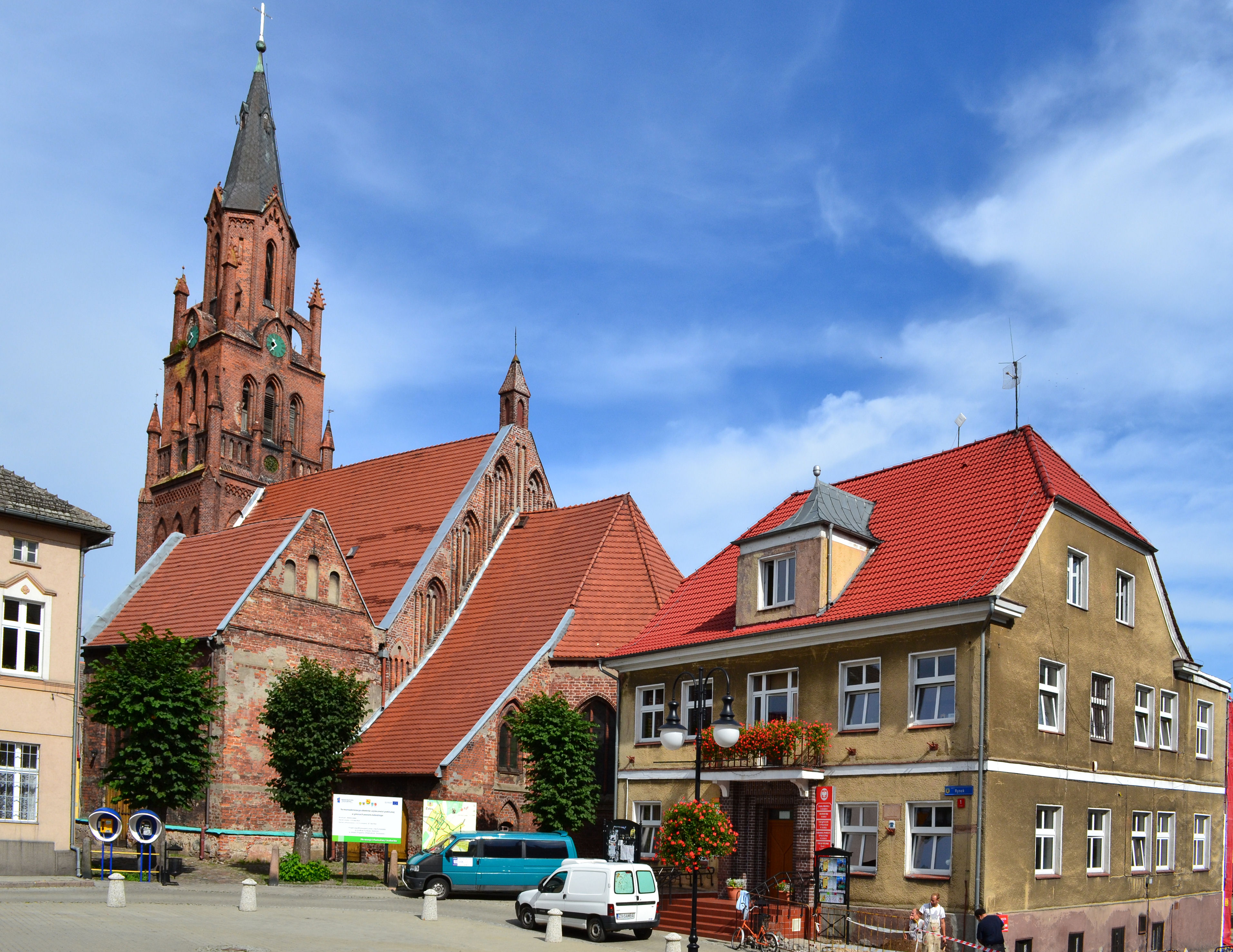
Marktplatz mit Rathaus und Stadtkirche

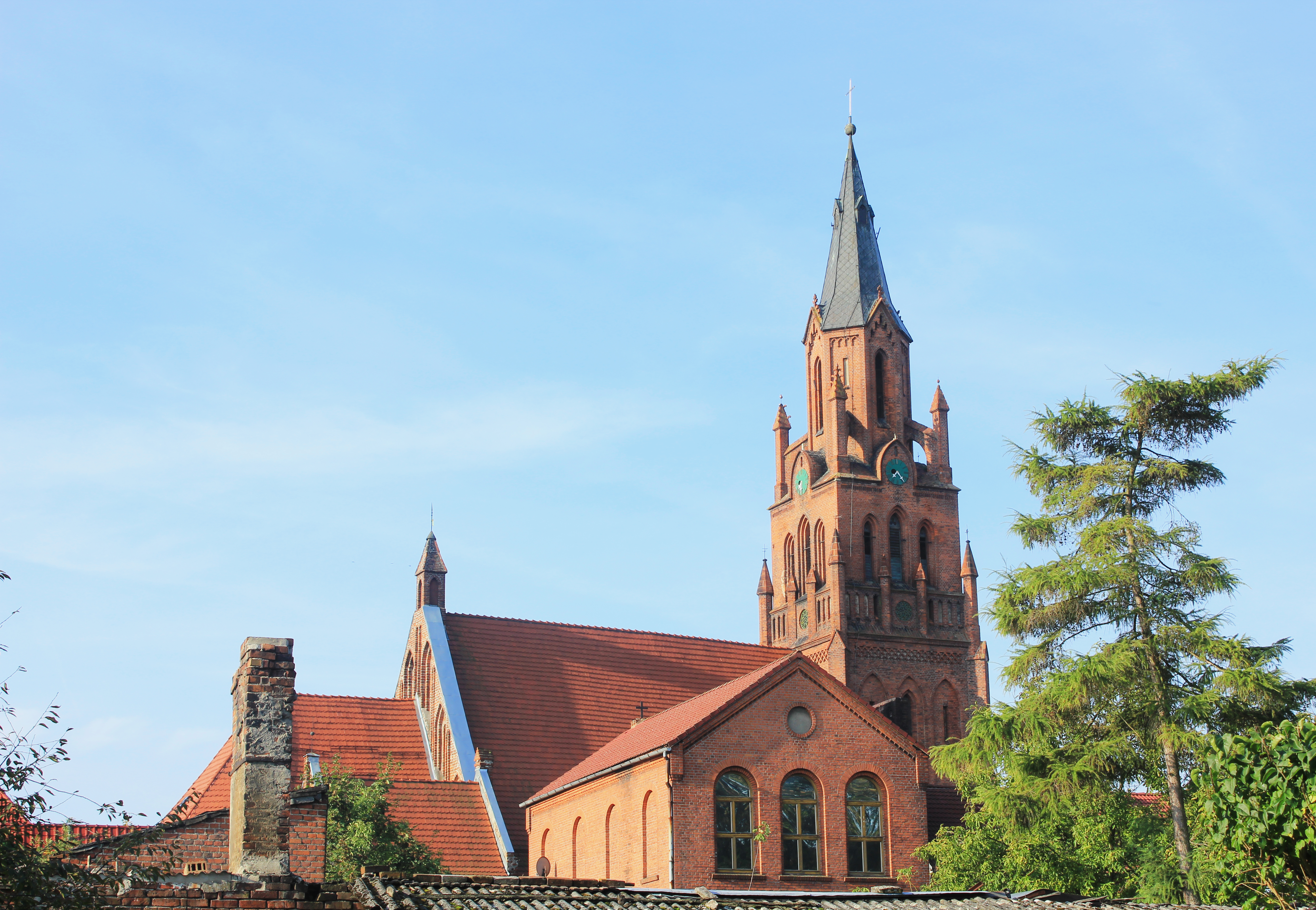
Stadtkirche, bis 1945 Gotteshaus der evangelischen Gemeinde Daber

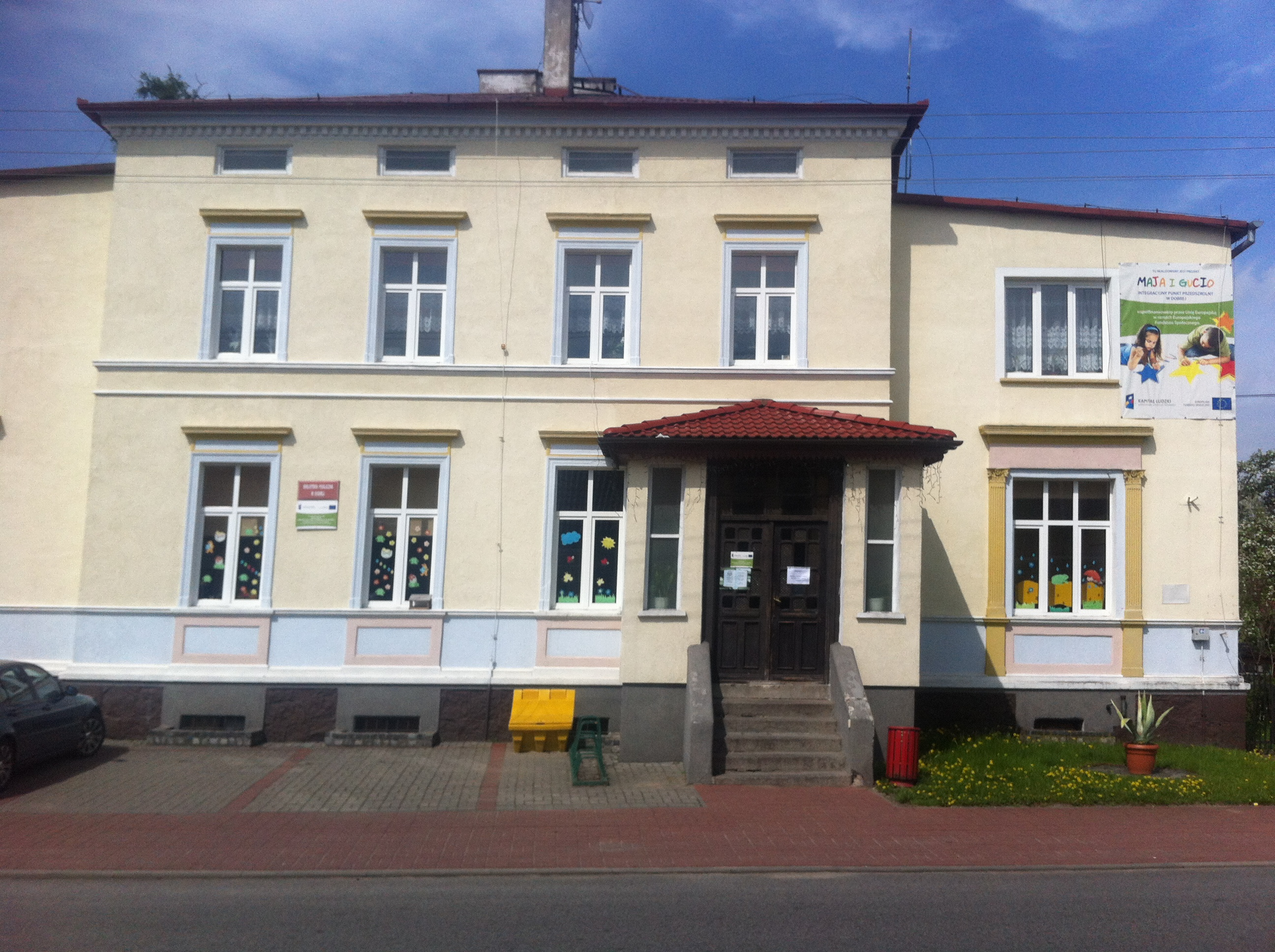
Stadtbibliothek

Die Stadt liegt in Hinterpommern am Flüsschen Dobrzenica (Daberbach), auf einer Höhe von 122 m n.p.m., in einer moorigen Senke im Seendreieck Jezioro Ciesze (Teetzsee), Okrzeja (Quernsee) und Woświn (Wothschwiensee), ca. 60 Kilometer östlich von Stettin.

## Geschichte
Bereits im 12. Jahrhundert befand sich auf einer Halbinsel im Dabersee ein Burgwall, zu dem eine Pfahlbausiedlung gehörte. Erstmals wird ein Land Daber (terra Dabern) in einer Urkunde aus der Zeit 1225–1264 erwähnt, die als Regest von 1640 erhalten ist. Der alte Burgwall wurde im Laufe des folgenden Jahrhunderts aufgegeben, eine neue Burg auf dem Festland zwischen den Seen wird 1295 genannt (castrum Doberen). Die neue Burg war eine Gründung des Templerordens.
Südlich der Burg entstand eine neue Siedlung, die 1331 als Stadt mit Lübischem Recht erwähnt wird. Stadtgründer war wahrscheinlich der pommersche Herzog Bogislaw IV., in dessen Herzogtum Pommern-Wolgast der Ort zu dieser Zeit lag. Am 22. Juli 1373 kam Kaiser Karl IV. in die Stadt, um dort mit den pommerschen Herzögen und dem Bischof von Cammin ein Landfriedensbündnis zur Bekämpfung des Raubrittertums zu stiften. 1398 wurde der Familie von Dewitz das Land Daber als Lehen überlassen, was bis 1808 Bestand hatte. Als 1478 zum wiederholten Male ein Krieg zwischen den pommerschen Herzögen und dem brandenburgischen Kurfürsten um die Lehnshoheit über Pommern ausbrach, sah sich Pommernherzog Bogislaw X. am 23. August 1478 gezwungen, mit dem Kurfürsten Albrecht in Daber einen Waffenstillstand auszuhandeln, nachdem dieser bereits die südlich der Stadt gelegenen Gebiete erobert hatte.
Nachdem 1637 das pommersche Herrscherhaus der Greifen mit Bogislaw XIV. ausgestorben war, fiel nach dem Dreißigjährigen Krieg der größte Teil Hinterpommerns an Brandenburg, so auch Daber. Die Stadt wurde verwaltungsmäßig in den Daber-Dewitzschen Kreis eingegliedert. Zu dieser Zeit kam es zu langjährigen Unruhen in Daber, weil sich die Bürger gegen die von der Familie Dewitz eingeführte Gerichtsordnung und den Mahlzwang zur Wehr setzten. Ende des 18. Jahrhunderts wurden bei Daber Maulbeerplantagen zum Betrieb einer Seidenraupenzucht angelegt, mit der die Stadt einen zusätzlichen Wirtschaftszweig neben der seit Mitte des 16. Jahrhunderts entstandenen Tuchmacherzunft erhielt.
Mit der preußischen Verwaltungsneuordnung kam Daber 1818 zum Kreis Naugard. Da sich die neu entstehenden Industriebetriebe eher in der Kreisstadt Naugard und im benachbarten Labes ansiedelten, blieb Daber eine abseits liegende Ackerbürgerstadt, die neben dem Tuchmachergewerbe lediglich noch eine Stärkefabrik aufzuweisen hatte. Die 1880 gegründete Freiwillige Feuerwehr gehörte zu den ältesten in Pommern. Erst 1895 gelang der Anschluss an die Saatziger Kleinbahnen, und 1902 wurde endlich eine Kleinbahnlinie zur Kreisstadt eröffnet. Zur Zeit der Wirtschaftskrise nach dem Ersten Weltkrieg gab Daber 1920/21 eigene Notgeldscheine aus.
Bereits ab 1861 betreute die Familie von Diest ein Rittergut im späteren eingemeindeten Daber-Freiheit und stellte namhafte Grundbesitzer, zunächst den Landrat Otto von Diest, verheiratet mit Meta von Graß. Ihnen folgte der Sohn, Generalleutnant Heinrich von Diest (1849–1924), der die Bankierstochter Hilda Schröder ehelichte. Nächster Gutsbesitzer wurde der Neffe Heinrich Otto Konstantin von Diest, Jurist und Oberstleutnant, liiert mit Else Dieterici. Erbe wurde der Leutnant der Reserve Dieter von Dienst (1921–1945). Der Gutsbesitz der Familie von Diest umfasste 1939 eine Fläche 743 ha und wurde durch einen Verwalter geführt. Weiterer Grundbesitz in Daber waren einige Bauerngehöfte, das Vorwerk der Hospitalstiftung, das Verwerk der Kirche zu Daber und das sogenannte Siegs-Vorwerk.
Um das Jahr 1930 hatte die Gemarkung der Stadt Daber eine Flächengröße von 18 km², und auf dem Stadtgebiet standen zusammen 288 Wohnhäuser an acht verschiedenen Wohnorten:
1. Daber
2. Hospitalvorwerk
3. Kirchenvorwerk
4. Kleinbahnhof Daber Nord (Kr. Naugard)
5. Kleinbahnhof Daber Süd (Kr. Naugard)
6. Klugstraße
7. Kreiskrankenhaus
8. Walkmühle

Im Jahr 1925 wurden in Daber 2260 Einwohner, darunter 13 Katholiken und 31 Juden, gezählt, die auf 609 Haushaltungen verteilt waren.
Um 1935 hatte die Stadt Daber unter anderem das Hotel Lindenhof, vier Gasthöfe und Restaurants, zwei Sparkassen, eine Dextrinfabrik, elf Kolonialwarenhandlungen, eine Maschinenbauanstalt, eine Mühle sowie eine Getreidehandlung, zwei Kartoffelversandgeschäfte und zwei Viehhandlungen.
Im Jahr 1945 gehörte die Stadt Daber zum Kreis Naugard im Regierungsbezirk Stettin der preußischen Provinz Pommern des Deutschen Reichs.
Gegen Ende des Zweiten Weltkrieges wurde Daber im Frühjahr 1945 von der Roten Armee besetzt. Nach Kriegsende überließ die Siegermacht Sowjetunion die Stadt der Verwaltung der Volksrepublik Polen. Es begann nun die Zuwanderung polnischer Migranten, anfangs hauptsächlich aus Gebieten östlich der Curzon-Linie, die an die Sowjetunion gefallen waren. Daber wurde von der polnischen Verwaltung in Dobra umbenannt. In der darauf folgenden Zeit wurde die einheimische Bevölkerung von der örtlichen polnischen Verwaltungsbehörde vertrieben.
1946 wurde der Fußballklub Sarmata gegründet. Die Schmalspurbahnverbindung nach Stargard (Stargard in Pommern) (PKP-Kursbuch: Linie 378) wurde 2002 stillgelegt.

## Demographie

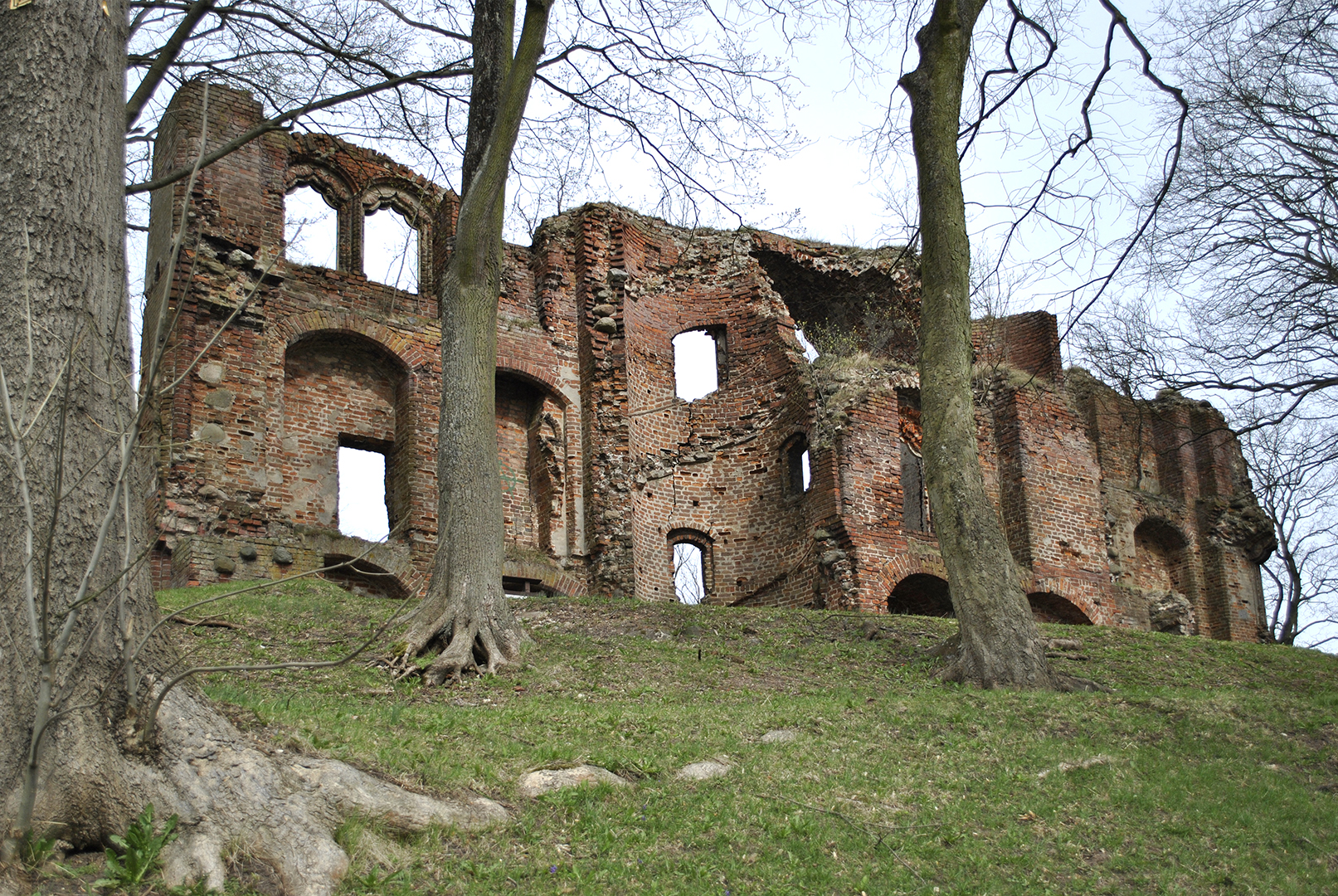
Ruine der Burg Daber

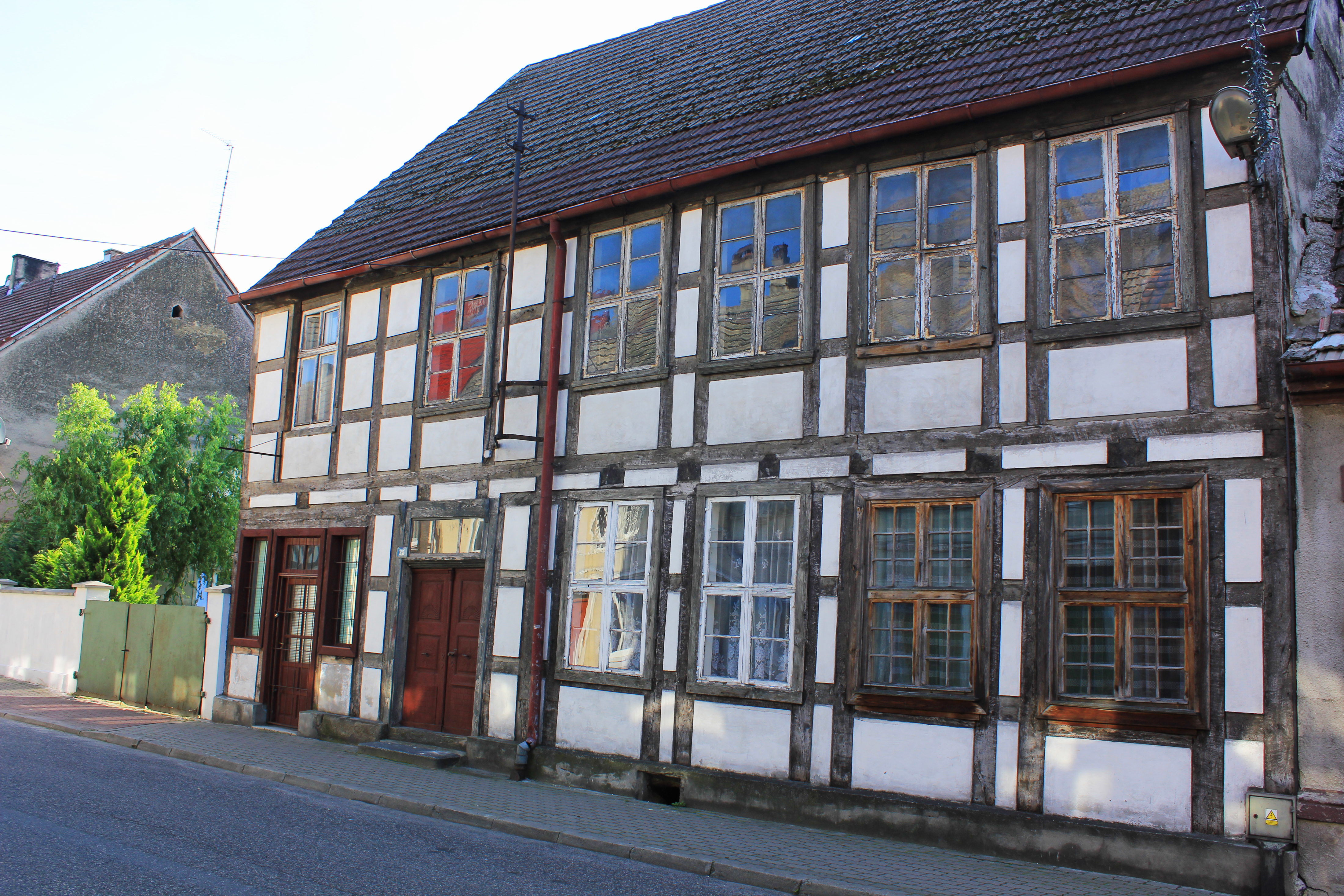
Fachwerkhaus ul. Bohaterów Westerplatte 25

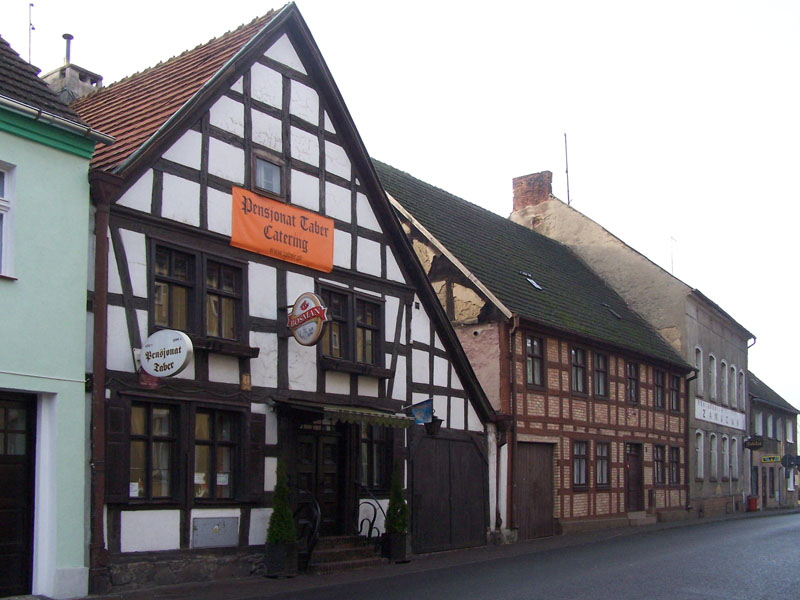
Fachwerkhäuser ul. Kościuszki 3 und 4

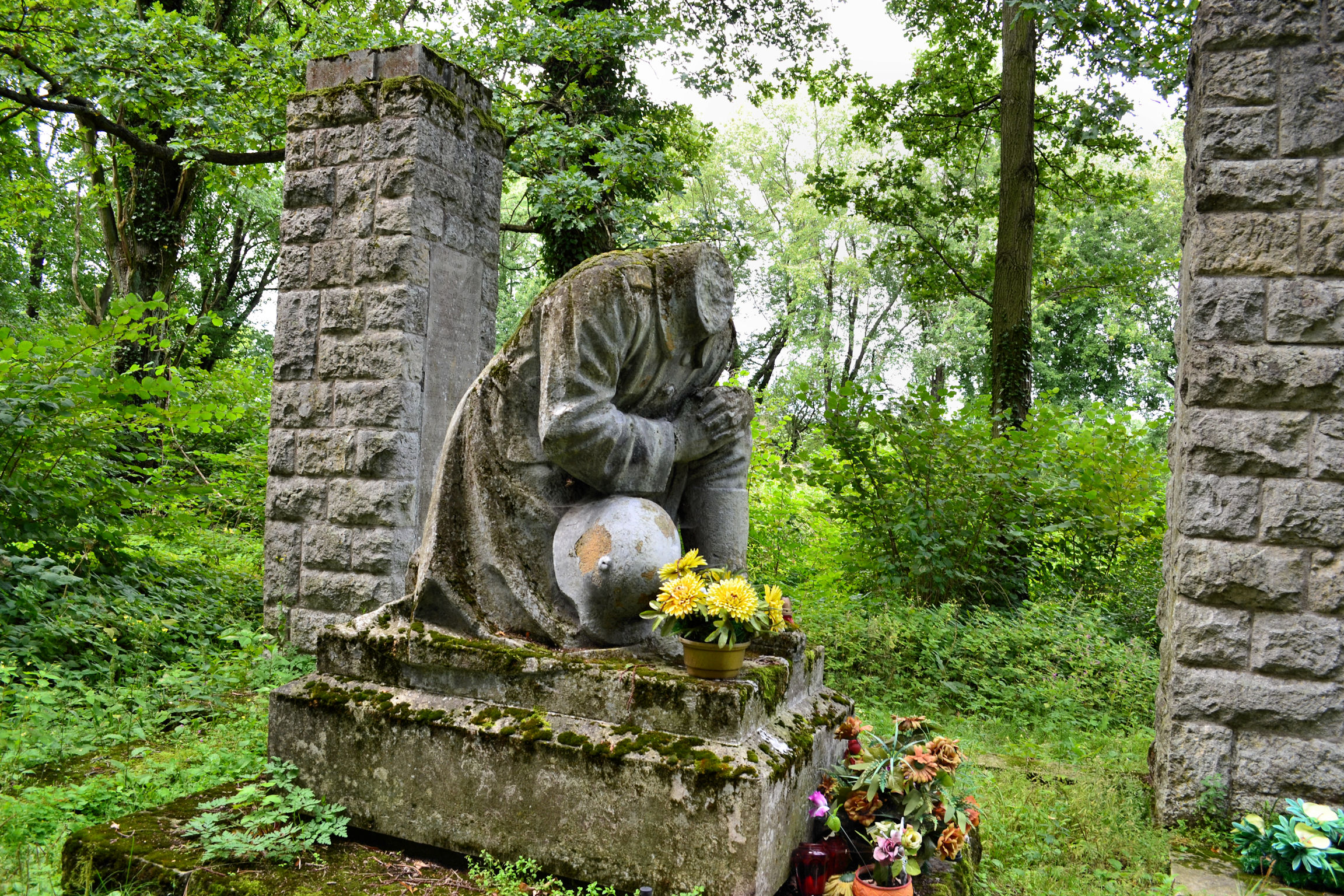
Kriegerdenkmal auf dem Friedhof

| Jahr | Einwohner | Anmerkungen                                       |
| ---- | --------- | ------------------------------------------------- |
| 1740 | 0670      | [ 11 ]                                            |
| 1782 | 0649      | keine Juden                                       |
| 1791 | 0676      | keine Juden                                       |
| 1794 | 0994      | keine Juden                                       |
| 1802 | 0864      | [ 13 ]                                            |
| 1810 | 0356      | [ 13 ]                                            |
| 1812 | 0917      | darunter ein Katholik und zwölf Juden             |
| 1816 | 0957      | davon 933 Evangelische, zwei Katholiken, 22 Juden |
| 1821 | 1087      | in 182 Privatwohnhäusern                          |
| 1831 | 1169      | darunter keine Katholiken und 34 Juden            |
| 1843 | 1541      | darunter fünf Katholiken und 60 Juden             |
| 1852 | 1808      | darunter zehn Katholiken und 90 Juden             |
| 1861 | 2016      | darunter sechs Katholiken und 71 Juden            |
| 1875 | 2190      | [ 14 ]                                            |
| 1880 | 2271      | [ 14 ]                                            |
| 1895 | 2256      | darunter 14 Katholiken und 50 Israeliten          |
| 1900 | 2305      | [ 16 ]                                            |
| 1910 | 2213      | am 1. Dezember                                    |
| 1925 | 2260      | darunter 13 Katholiken und 31 Juden               |
| 1933 | 2512      | [ 14 ]                                            |
| 1939 | 2529      | [ 14 ]                                            |

| Jahr | Anzahl Einwohner | Anmerkungen        |
| ---- | ---------------- | ------------------ |
| 2010 | 2305             | poln. Volkszählung |
| 2014 | 2361             |                    |

## Sehenswürdigkeiten
Die gesamte Altstadtanlage steht unter Denkmalschutz. In der Altstadt sind einige historische Fachwerkhäuser erhalten, so in der ul. Bohaterów Westerplatte 25 und in der ul. Kościuszki 3 und 4.
Am Marktplatz befindet sich das 1841 erbaute Rathaus. Auf der rückwärtigen Seite des Marktplatzes befindet sich die Kirche der Heiligen Klara, die in der heutigen Form im 15. und 16. Jahrhundert errichtet wurde. Es ist eine spätgotische Hallenkirche, deren Langhaus mit Stichkappentonnen überwölbt ist. Der neugotische Turm ersetzte 1870 seinen eingestürzten Vorgänger.
Sehenswert sind die Kanzel von 1596 im Stil der Spätrenaissance und der Hochaltar aus dem Jahr 1614. In der Nähe des Altars befinden sich ein Epitaph für den herzoglichen Rat und Kanzler Jobst von Dewitz (* 1491; † 1542) und dessen Gemahlin Ottilie, eine geborene von Arnim, sowie ein Epitaph für den herzoglichen Rat und Hofmarschall Wulff von Borcke († 1556) und dessen Gemahlin Gutte, eine geborene von Putbus.
Nördlich des Stadtkerns liegen auf einem die Stadt um ca. 10 Meter überragenden Hügel (60 m über NN) die Ruinen der Burg Dobra oder Dewitzburg, die im 13. Jahrhundert, als das Gebiet noch dem Bistum Cammin gehörte, von Tempelrittern erbaut wurde und 1352 mitsamt dem Lande Daber als Lehen an die mecklenburgische Familie Dewitz kam. Erhalten sind Ruinen des im 15. Jahrhundert erbauten Alten Hauses und des um 1538 durch Jobst von Dewitz errichteten Neuen Hauses. Der Burghügel war beim Bau der Anlage vom Dabersee umgeben, der aber durch Flussregulierungen im Jahr 1865 trockengelegt wurde. Die Burg war seit dem Ende des 18. Jahrhunderts nicht mehr bewohnt und wurde in der folgenden Zeit zum Teil abgetragen. Seit 1861 befand sich die Burgruine im Besitz der Familie von Diest, die 1862 und 1905 Erhaltungsmaßnahmen durchführte. Seit 1957 steht die Burg unter Denkmalschutz, seit 2008 werden Sicherungsmaßnahmen der einsturzgefährdeten Burg durchgeführt.
Auf dem Friedhof befindet sich ein 1923 errichtetes Kriegerdenkmal für die Gefallenen des Ersten Weltkriegs, das 2001 restauriert und 2002 neu geweiht wurde.

## Verkehr
Die Stadt wird von keinem der größeren Verkehrswege berührt. Durch sie führen lediglich die Woiwodschaftsstraße 144 von Nowogard (Naugard) nach Chociwel (Freienwalde) und die Überlandstraße 146 von Maszewo (Massow) nach Łobez (Labes). Im Norden ist Nowogard, mit einem Bahnhof und der Fernstraße DK6, 17 km entfernt. Im Süden ist Chociwel, an der Bahnlinie Stettin–Gdynia und der Fernstraße DK20 gelegen, 14 Kilometer entfernt.

## Söhne und Töchter der Stadt
- Jobst von Dewitz (1491–1542), Schlosshauptmann in Wolgast, Berater der pommerschen Herzöge und Kirchenvisitator
- Johann Gutslaff († 1657), deutschbaltischer Pastor und Schriftsteller
- Christian Heinrich von Dewitz (1698–1774), preußischer Landrat im Kreis Daber
- Georg Friedrich Holtzhauer (1746–1801), deutscher Jurist, Professor an der Universität Königsberg
- Günter Oldenburg (1930–2016), deutscher Radrennfahrer
- Horst Oldenburg (* 1939), deutscher Radrennfahrer.

## Gmina Dobra

### Gemeindegliederung
Die Gmina Dobra ist eine Stadt-und-Land-Gemeinde. Zu ihr gehören
- eine Stadt:
  - Dobra (Daber)
- neun Dörfer  mit Schulzenämtern:[24]
  - Anielino (Dorotheenhof)
  - Bienice (Groß Benz)
  - Błądkowo (Plantikow)
  - Dobropole (Breitenfeld)
  - Grzęzno (Weitenhagen)
  - Krzemienna (Kramonsdorf)
  - Tucze (Braunsberg)
  - Wojtaszyce (Voigtshagen)
  - Wrześno (Gutendorf)
- übrige Ortschaften:
  - Grzęzienko (Weitenhagen Vorwerk)
  - Zapłocie (Hospitalvorwerk)

### Politik
Seit 2014 ist Piotr Remigiusz Hebda Bürgermeister der Gemeinde Dobra. Zuvor hatte Barbara Wilczek von 2004 bis 2014 das Amt inne.

### Partnergemeinden
Partnergemeinden sind:
- Wesselburen (Deutschland), seit 2012, (Die Stadt Wesselburen hatte 1963 die Patenschaft für die Stadt Daber im Sinne einer Patenschaft über die aus Daber vertriebenen Einwohner übernommen.[26])
- Marienwerder (Deutschland), seit 2012